# الوسام الليتواني للدوق جيديميناس الكبير
الوسام الليتواني للدوق جيديميناس الكبير هو وسام يمنحه رئيس جمهورية ليتوانيا لتكريم مواطني ليتوانيا أو الرعايا الأجابنب في ليتوانيا لأدائهم المتميز في المناصب المدنية والعامة.
أنشئ الوسام الليتواني للدوق جيديميناس الكبير في عام 1928، ثم أعيد إحياؤه في عام 1991 بعد تفكك الاتحاد السوفيتي.
تُميّز شارة الوسام الليتواني للدوق جيديميناس الكبير أعمدة جيديميناس أحد الرموز الوطنية لدولة ليتوانيا.

## درجات التكريم
يُمنح الوسام الليتواني للدوق جيديميناس الكبير في ست درجات، وهي:
| درجة التكريم       | شريط الوسام                        | شارة الوسام |
| ------------------ | ---------------------------------- | ----------- |
| الصليب الكبير      | Grand Cross Ribbon bar             |             |
| صليب القائد الكبير | Commander's Grand Cross ribbon bar |             |
| صليب القائد        | Commander's Cross ribbon bar       |             |
| صليب الضابط        | Officer's Cross ribbon bar         |             |
| صليب الفارس        | Knight's Cross ribbon bar          |             |
| الميدالية الشرفية  | Medal ribbon bar                   |             |

## أبرز الحاصلون على الوسام
كان أول خمسة أشخاص حصلوا على الوسام الليتواني للدوق جيديميناس الكبير بعد استقلال دولة ليتوانيا عن الاتحاد السوفيتي في عام 1991 هم الشاعر جوستيناس مارسينكيفيتشوس، والشاعر برنارداس برازديونيس، والكاهن ريتشارداس ميكوتافيتشوس، والرسام فيتوتاس كازيميراس جونيناس، وعالم الرياضيات جوناس كوبيليوس. ويوضح الجدول التالي أبرز الحاصلين على الوسام:
| اسم الحاصل على الوسام        | الدولة                           | ملاحظات                                                                   |
| ---------------------------- | -------------------------------- | ------------------------------------------------------------------------- |
| إدوارد بينيس                 | جمهورية التشيك                   | سياسي تشيكي ورئيس تشيكوسلوفاكيا                                           |
| الجيرداس بدريس               |                                  | عازف كلارينيت                                                             |
| كريستوفر كوكس                | الولايات المتحدة الأمريكية       | الوكيل السابق للولايات المتحدة الأمريكية                                  |
| ستيفان فول                   | جمهورية التشيك                   | سياسي ودبلوماسي تشيكي                                                     |
| جيمس ل. جونز                 | الولايات المتحدة الأمريكية       | مستشار الأمن القومي الأمريكي المتقاعد وقائد سلاح مشاة البحرية الأمريكية   |
| جاسيك كورو                   | بولندا                           | مؤرخ وسياسي بولندي                                                        |
| إنا مارسيوليونيتي            |                                  | السفيرة والمندوبة الدائمة لجمهورية ليتوانيا بمنظمة اليونسكو               |
| جورج روبرتسون                |                                  | بارون روبرتسون في بورت إيلين والأمين العام العاشر لمنظمة حلف شمال الأطلسي |
| مستيسلاف روستروبوفيتش        |                                  | عازف تشيلو                                                                |
| خوان أنطونيو سامارانش        |                                  | الرئيس السابق للجنة الأولمبية الدولية                                     |
| جورج سوروس                   | المجر الولايات المتحدة الأمريكية | ناشط في العمل الخيري                                                      |
| ألبريشت فرايهر فون بويسيلاغر |                                  | المستشار الأكبر لمنظمة فرسان مالطا العسكرية المستقلة                      |